# Acunaeanthus tinifolius
Acunaeanthus es un género monotípico de plantas con flores perteneciente a la familia Rubiaceae. Su única especie: Acunaeanthus tinifolius (Griseb.) Borhidi, Acta Bot. Acad. Sci. Hung. 26: 286 (1980 publ. 1981), es originaria de Cuba, donde recibe el nombre común de adedica.

## Taxonomía
Acunaeanthus tinifolius fue descrita por (Griseb.) Borhidi y publicado en Acta Botanica Academiae Scientiarum Hungaricae 26: 286, en el año 1980[1981].
Sinonimia
- Rondeletia tinifolia Griseb., Cat. Pl. Cub.: 129 (1866). basónimo
- Neomazaea tinifolia (Griseb.) Urb., Ark. Bot. 21A(5): 71 (1927).
- Mazaea tinifolia (Griseb.) Alain++, Bull. Torrey Bot. Club 90: 192 (1963).
- Exostema leonis Standl., Publ. Field Mus. Nat. Hist., Bot. Ser. 8: 338 (1931).[1]